# Steinkreis von Boskednan

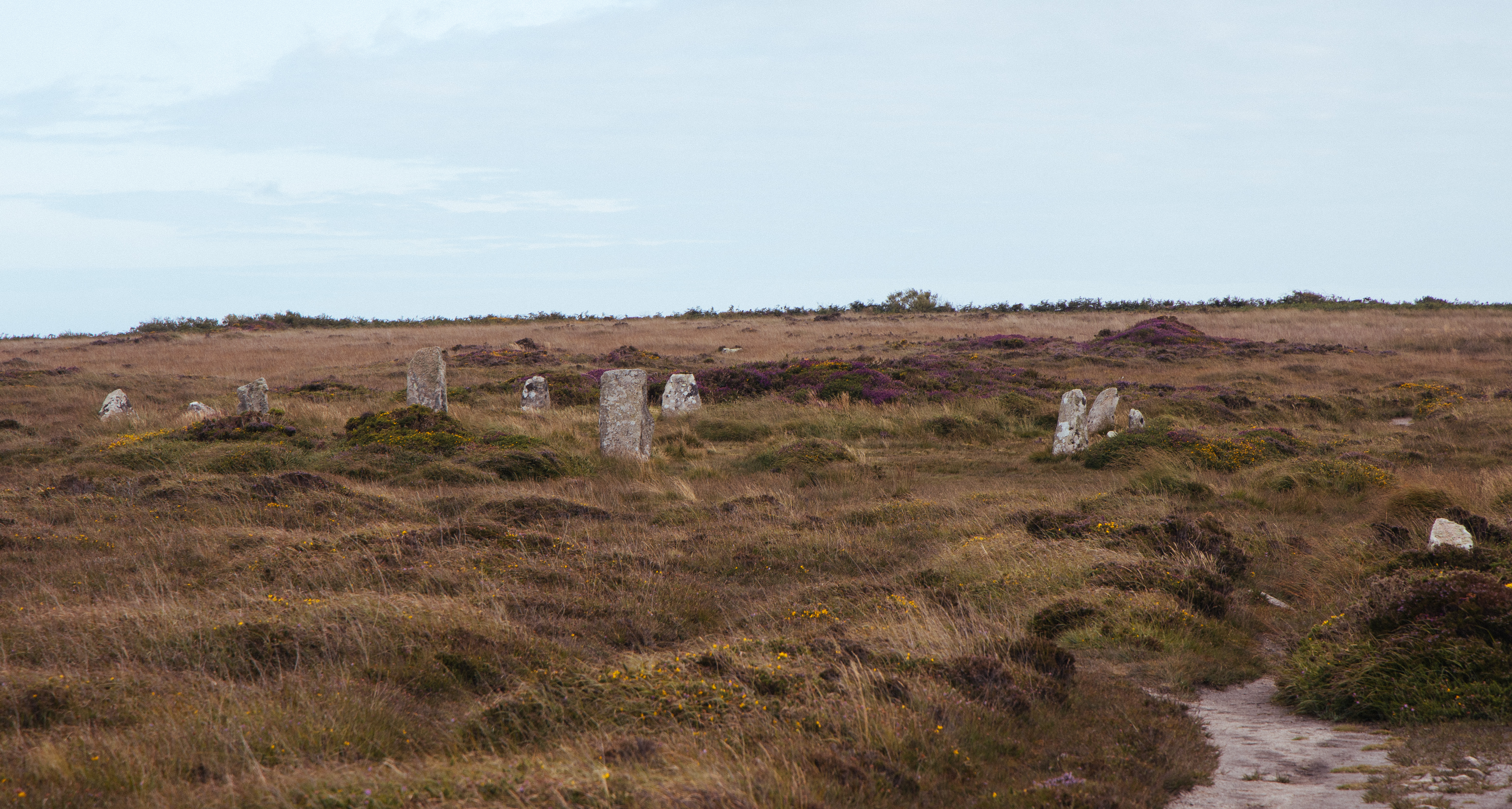
Steinkreis von Boskednan

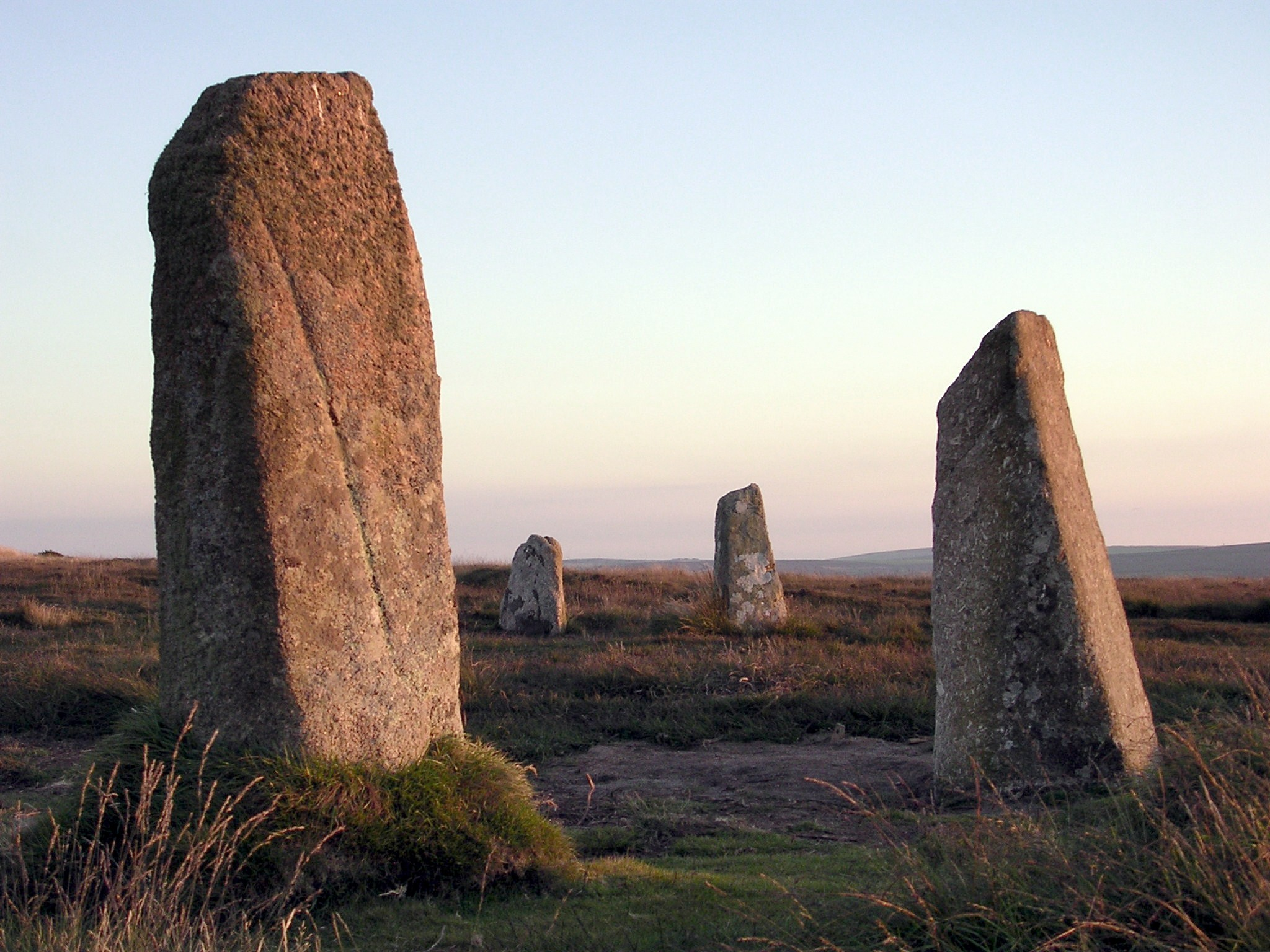
Detail des Steinkreises

Der Steinkreis von Boskednan liegt in der Nähe des Ortes Boskednan im ehemaligen District Penwith der Grafschaft Cornwall in England. Der Steinkreis, auch bekannt unter der Bezeichnung The Nine Maidens, ist etwa 3000 bis 4000 Jahre alt und stammt aus dem späten Neolithikum oder der frühen Bronzezeit.

## Lage

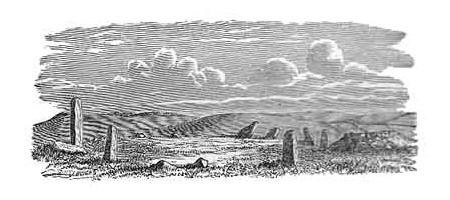
Radierung von William Copeland Borlase 1872

Die Steinsetzung befindet sich in Südwest-Cornwall nördlich der Straße von Madron nach Morvah und liegt 1 km nordwestlich der Ortschaft Boskednan und kann nur zu Fuß erreicht werden. In der Umgebung findet man weitere Megalithanlagen:
- Steinkreis von Boscawen-ûn
- Steinkreis der Merry Maidens
- Steinkreis von Tregeseal
- Mên-an-Tol
- Tregiffian
- Chûn Quoit
- Lanyon Quoit
- Mulfra Quoit
- Zennor Quoit

## Aufbau

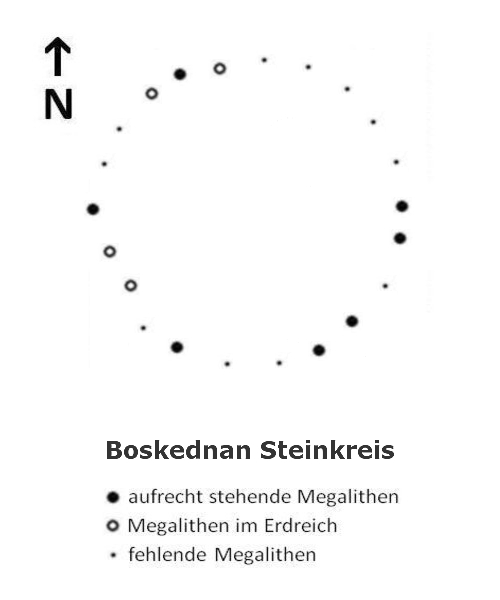
Position der Menhire

Der Steinkreis bestand einst aus vermutlich 22 Granitblöcken, von denen noch 10 erhalten sind. Sechs Steine stehen aufrecht, ein Stein ragt einen halben Meter aus der Erde, die übrigen liegen im Erdreich. Die Menhire sind alle über 1 m hoch, der höchste misst annähernd 2 m und steht am nördlichen Rand des Kreises. Die Steinsetzung beschrieb ursprünglich einen Kreis mit etwa 22 m Durchmesser. Der Steinkreis gehörte vermutlich wie das nahe gelegene Hügelgrab (engl. Barrow) zu einem ausgedehnten Kultbezirk.

## Geschichte
Entgegen einer weit verbreiteten Ansicht wurden Steinkreise wie der von Tregeseal nicht von Kelten, sondern schon im späten Neolithikum oder der frühen Bronzezeit von Trägern der Megalithkultur errichtet. Eine erste Erwähnung in der Neuzeit fand der Steinkreis 1754 in dem Werk Antiquities, historical and monumental, of the County of Cornwall von William Borlase, der von 19 aufrecht stehenden Menhiren berichtet. William Copeland Borlase, ein Nachfahre des älteren Borlase, nahm in der Gegend Ausgrabungen vor und fand in der Nähe des Steinkreises eine Steinkiste und eine Bestattungsurne aus der frühen Bronzezeit. Seine Entdeckungen beschrieb Borlase 1872 in seinem Werk Naenia Cornubiae, das die frühgeschichtlichen Baudenkmäler Cornwalls behandelt.